# Lamérac
Lamérac foi uma comuna francesa na região administrativa da Nova Aquitânia, no departamento de Charente. Estendia-se por uma área de 9,21 km². Em 2010 a comuna tinha 196 habitantes (densidade: 21,3 hab./km²).
Em 1 de janeiro de 2016, passou a formar parte da nova comuna de Montmérac.